# Мішелл Джаггерд-Лай
Мішелл Джаггерд-Лай (англ. Michelle Jaggard-Lai; нар. 6 травня 1969) — колишня австралійська тенісистка.
Найвищу одиночну позицію світового рейтингу — 83 місце досягла 10 травня 1993, парну — 42 місце — 4 лютого 1991 року.
Здобула 2 одиночні та 3 парні титули.
Найвищим досягненням на турнірах Великого шолома було 3 коло в одиночному та парному розрядах.
Завершила кар'єру 1994 року.

## Фінали турнірів WTA

### Парний розряд: 5 (3–2)
| Результат | Ранг | Дата              | Місце                             | Покриття   | Partnering      | Суперниці                     | Рахунок       |
| --------- | ---- | ----------------- | --------------------------------- | ---------- | --------------- | ----------------------------- | ------------- |
| Перемога  | 1.   | 26 жовтня 1987    | VS Indianapolis, США              | Тверде (i) | Дженні Бірн     | Беверлі Бовіс Ху На           | 6–2, 6–3      |
| Перемога  | 2.   | 24 липня 1989     | Скенектаді, США                   | Тверде     | Ху На           | Сандра Берч Деббі Грем        | 6–3, 6–2      |
| Поразка   | 1.   | 5 лютого 1990     | Wellington Classic, Нова Зеландія | Тверде     | Джулі Річардсон | Наталія Медведєва Лейла Месхі | 3–6, 6–2, 4–6 |
| Поразка   | 2.   | 9 квітня 1990     | Japan Open                        | Тверде     | Ху На           | Кеті Джордан Елізабет Смайлі  | 0–6, 6–3, 1–6 |
| Перемога  | 3.   | 20 листопада 1994 | Taipei Championships, Тайвань     | Тверде     | Рене Сімпсон    | Нансі Фебер Александра Фусаї  | 6–0, 7–6(10)  |

## Фінали ITF
| турніри $100,000 |
| турніри $75,000  |
| турніри $50,000  |
| турніри $25,000  |
| турніри $10,000  |

### Одиночний розряд (2–6)
| Результат | Ранг | Дата              | Турнір                           | Покриття | Суперниця             | Рахунок       |
| --------- | ---- | ----------------- | -------------------------------- | -------- | --------------------- | ------------- |
| Поразка   | 1.   | 12 травня 1986    | Лі-он-зе-Солент, Велика Британія | Ґрунт    | Геллас тер Рієт       | 3–6, 3–6      |
| Поразка   | 2.   | 12 жовтня 1986    | Кофу, Японія                     | Тверде   | Окамото Куміко        | 6–7, 0–6      |
| Перемога  | 1.   | 11 листопада 1990 | Маунт-Гамбір, Австралія          | Тверде   | Трейсі Мортон-Роджерс | 7–6, 6–3      |
| Поразка   | 3.   | 18 листопада 1990 | Нуріоотпа, Австралія             | Тверде   | Сузанна Вібово        | 4–6, 2–6      |
| Поразка   | 4.   | 1 грудня 1991     | Мілдьюра, Австралія              | Тверде   | Ренне Стаббс          | 4–6, 6–1, 6–7 |
| Поразка   | 5.   | 23 листопада 1992 | Нуріоотпа, Австралія             | Тверде   | Александра Фусаї      | 6–7, 6–3, 3–6 |
| Перемога  | 2.   | 21 листопада 1993 | Порт-Пірі, Австралія             | Тверде   | Джейн Тейлор          | 6–2, 6–1      |
| Поразка   | 6.   | 28 листопада 1993 | Нуріоотпа, Австралія             | Тверде   | Ніколь Пратт          | 7–6, 4–6, 4–6 |

### Парний розряд (7–1)
| Результат | Ранг | Дата              | Місце                  | Покриття | Partnering              | Суперниці                        | Рахунок       |
| --------- | ---- | ----------------- | ---------------------- | -------- | ----------------------- | -------------------------------- | ------------- |
| Перемога  | 1.   | 6 жовтня 1986     | Тіба, Японія           | Тверде   | Белінда Кордвелл        | Окамото Куміко Сато Наоко        | 6–2, 7–6(3)   |
| Перемога  | 2.   | 31 жовтня 1986    | Сідней, Австралія      | Тверде   | Ліса О'Нілл             | Ніколь Брадтке Луїс Філд         | w/o           |
| Перемога  | 3.   | 17 вересня 1990   | Тіба, Японія           | Тверде   | Маріанн Вердел          | Ева Пфафф Джулі Річардсон        | 6–4, 6–7, 7–6 |
| Перемога  | 4.   | 10 листопада 1991 | Порт-Пірі, Австралія   | Трава    | Джо-Анн Фолл            | Керрі-Енн Г'юз Джастін Годдер    | 6–2, 7–5      |
| Перемога  | 5.   | 10 травня 1992    | Порту, Португалія      | Ґрунт    | Вірхінія Руано Паскуаль | Дженніфер Ф'юкс Марія Страндлунд | 6–3, 7–5      |
| Перемога  | 6.   | 26 жовтня 1992    | Джакарта, Індонезія    | Ґрунт    | Крістін Кунс            | Крістін Годрідж Ніколь Пратт     | 3–6, 6–3, 6–2 |
| Перемога  | 7.   | 2 листопада 1992  | Матіда (Токіо), Японія | Трава    | Джулі Річардсон         | Інгелісе Дрігейс Кідовакі Мая    | 6–3, 7–5      |
| Поразка   | 1.   | 6 грудня 1992     | Мілдьюра, Австралія    | Тверде   | Елізабет Смайлі         | Кетрін Берклей Луїс Стейсі       | 3–6, 4–6      |